# Bad Camberg

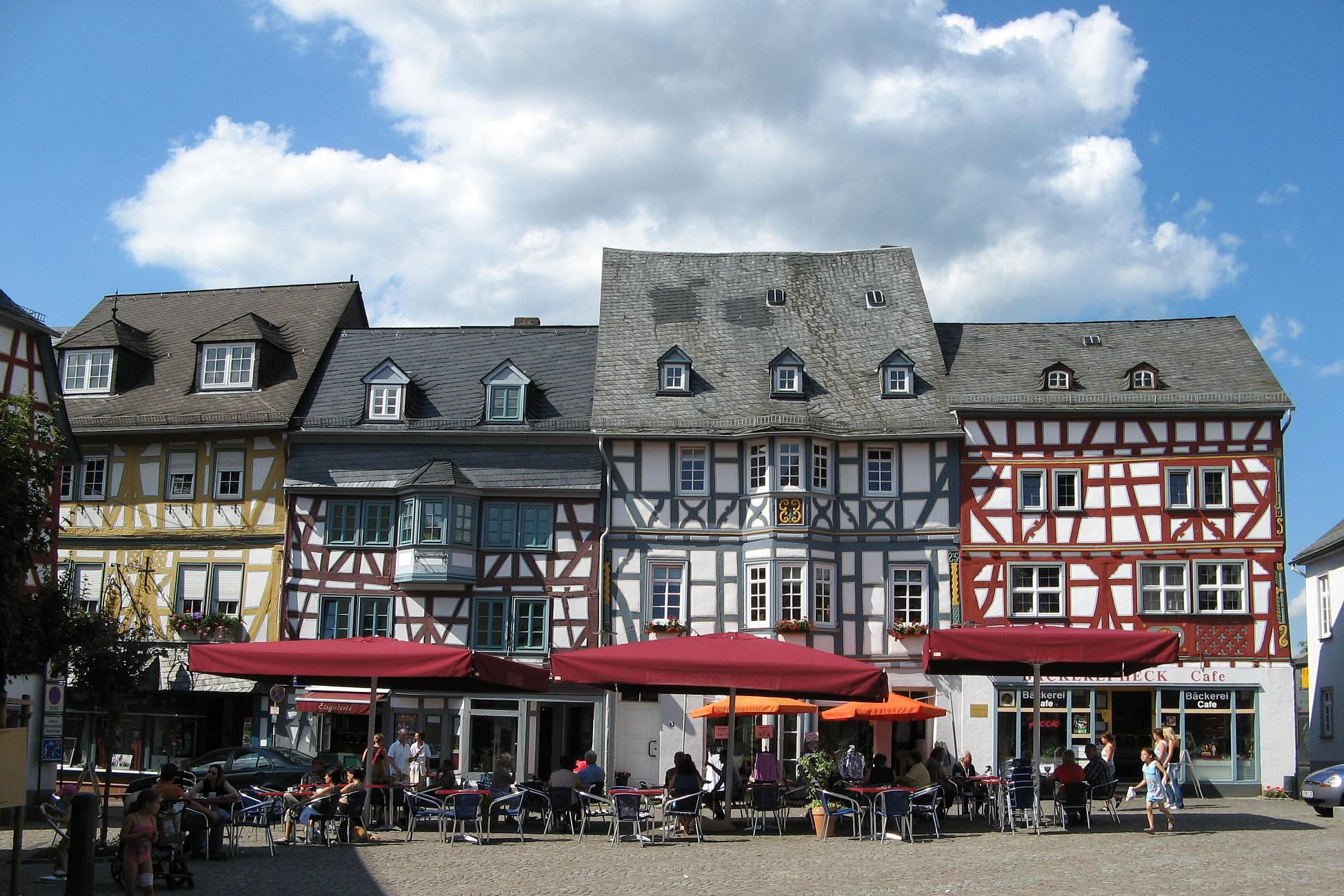
Bad Camberg

Bad Camberg este un oraș din landul Hessa, Germania.

## Personalități născute aici
- Jacobo Peuser (1843 - 1901), editor de carte argentinian.